# Gertrud Bürgers-Laurenz
Gertrud Bürgers-Laurenz (* 1. September 1874 in Hannover; † 21. August 1959 ebenda) war eine deutsche Blumen- und Porträtmalerin.

## Leben
Laurenz studierte bei Franz Skarbina an der Kunstakademie in Berlin und bei Hugo von Habermann in München. Im Atelier von Ludwig Schmid-Reutte in Karlsruhe lernte sie ihren späteren Mann, den Maler Felix Bürgers kennen. Seit 1901 lebte sie in Dachau. Ihre Bildnisse halten Bewegungen und Stimmungen in charakteristischen Farbenklängen fest, legen dabei Wert auf Ähnlichkeit und sind meist geschickt in den Raum komponiert. Werke von ihr sind im Museum August Kestner  ausgestellt. Charakteristisch für ihr Schaffen sind zahlreiche Porträts, die stilistisch stark von ihren Lehrmeistern und beeinflusst wurden. Nach ihrer Heirat im Jahr 1904 war das Ehepaar Mitbegründer der „Künstlergruppe Dachau“. Ihr Haus, in der Herzog-Albrecht-Straße 1 (heute 12), wurde zum Treffpunkt der Künstler in der Stadt. Viele Jahre befand sich darin ein Wohnheim für Menschen mit Behinderung. Seit 2014 ist die Villa in privater Hand.
Nach dem Tod ihres Mannes zog sie 1934 aus Dachau fort und lebte in ihrer Heimatstadt Hannover im Stadtteil Waldheim.

## Werke (Auswahl)

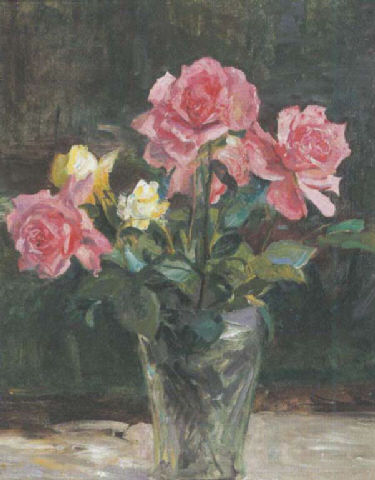
Rosenstrauß in gläserner Vase Öl, Lwd. 54 × 42 cm (1930)

- Eine Dachauer Bäuerin in Festtracht Öl auf Pappe 65 × 49 cm[5]
- Zwei spielende Kinder mit Vogelkäfig Öl auf Leinwand 69 × 89 cm[6]
- Stilleben mit Rosen[7]
- Porträt[8]
- Rosen in gläserner Vase[9]
- 1905: Bildnis Bürgermeister Törner[5]
- 1907: Bildnis des Philosophen Gottfried Wilhelm Freiherr von Leibnitz[5]
- Emilie Stockmann[5]